# Ocell de l'oli
El Guàtxaro o Ocell de l'oli (Steatornis caripensis) és l'única espècie del gènere Steatornis (Humbolt, 1814) i de la família dels esteatornítids (Steatornithidae, Bonaparte, 1842), que s'inclou al mateix ordre dels enganyapastors, els caprimulgiformes.

## Morfologia
- És un ocell gros, que fa uns 45 cm de llargària, amb un pes de 400 – 430 g. Té les ales llargues, la cua ampla, les cames molt curtes, el bec fort envoltat de llargs bigotis i els ulls grossos.[2]
- El plomatge és marró amb petites taques blanques, més grosses i aparents a les plomes cobertores alars i secundàries externes. Els mascles són d'un to una mica més gris i fosc que les femelles.

- Els pollets poden pesar fins a 50% més que els adults.

## Hàbitat i distribució
L'hàbitat d'aquest ocell s'estén pels boscs amb coves de la zona neotropical, des de Guyana i Veneçuela fins a Bolívia. També a l'Illa de Trinitat.

## Alimentació
Mengen únicament la polpa de fruits del bosc, en especial de palmeres, llorer i encens. És l'única au frugívora nocturna del món.

## Reproducció
Fan el niu a les cornises de l'interior de grans coves, on ponen 2 - 4 ous blancs que coven durant 32 – 35 dies. Els joves romanen al niu, en general, més de 3 mesos i tot aquest temps els pares els alimenten. Cap al 70è dia de vida el pollet assoleix el pes màxim i després en va perdent a mesura que va canviant el plomatge pel d'adult.

## Hàbits
És molt sociable i viu en colònies que poden ser de milers d'individus. És perquè necessiten coves grans que viuen preferentment en zones de muntanya, tot i que a Trinitat també n'hi ha que ocupen grans coves marines.
Són molt sorollosos.
Fan crits varis, inclòs una mena d'espetec entretallat que fan servir a l'interior de les coves per a l'ecolocalització (que, val a dir, no és tan perfecta com la dels ratpenats).